# モズミギカタアガリ
モズミギカタアガリ（欧字名:Mozu Migikataagari、2021年3月31日 - ）は、日本の競走馬。主な勝ち鞍に2023年のエーデルワイス賞。NARグランプリ2023 2歳最優秀牝馬。
馬名の由来は、冠名＋「右肩上がり」。

## 戦績

### 2歳（2023年）
2023年5月11日、門別競馬場でのフレッシュチャレンジでデビュー。後続に5馬身差をつけ、デビュー勝ちを決める。2戦目、ウィナーズチャレンジは5着。重賞挑戦となったリリーカップも5着とそれぞれ敗れる。その後は、中央競馬のクローバー賞に出走し、6着に終わる。フローラルカップは逃げて7着と惨敗。ブロッサムカップは後方から追い込んでアタマ差の2着と好走した。次走、前走から500ｍ距離短縮となるダートグレード競走のエーデルワイス賞に挑戦すると、序盤は最後方で脚を溜め、直線で豪快に前を差し切り、スティールマジック3/4馬身差をつけ優勝。重賞初制覇を飾り、鞍上の黒澤愛斗にとってもダートグレード競走初制覇となった。大井に遠征しての大晦日の東京2歳優駿牝馬は8着に敗れた。

### 3歳（2024年）
栗東の藤岡健一厩舎に移籍。
年明け初戦は、この年より2-3歳ダート短距離路線のチャンピオン決定戦に位置づけられた4月29日の園田・兵庫チャンピオンシップ。スタートで外によれ後方からの競馬となるが、メンバー中最速の上がり3ハロンタイムの脚で追い上げ3着だった。続く3歳オープン・ダート1800mの鳳雛ステークスは9着と大敗。古馬との初対戦となった8月の札幌ダート1700mの3勝クラス・大雪ハンデキャップでは3着。この後10月の桂川ステークスからは3勝クラスの1400m戦を3戦したが、4，2，2着と惜敗が続き、結局この年は勝ち星なしに終わる。

### 4歳（2025年）
年明け初戦の1月遠江ステークスでは逃げ馬の後ろの内追走から直線抜け出し、ゴール前迫ってきたコンクイスタをしのぎきり1着。惜敗続きにピリオドを打ち、エーデルワイス賞以来となる3勝目、中央移籍後の初勝利となった。

## 競走成績
以下の内容は、JBISサーチおよびnetkeiba.comに基づく。
| 競走日     | 競馬場 | 競走名            | 格     | 距離（馬場）  | 頭 数 | 枠 番 | 馬 番 | オッズ （人気） | 着順 | タイム （上がり3F） | 着差 | 騎手        | 斤量 [kg] | 1着馬（2着馬）         | 馬体重 [kg] |
| ---------- | ------ | ----------------- | ------ | ------------- | ----- | ----- | ----- | --------------- | ---- | ------------------- | ---- | ----------- | --------- | ---------------------- | ----------- |
| 2023.05.11 | 門別   | フレッシュCh      | 新馬   | ダ1100m（良） | 9     | 8     | 9     | 012.50（3人）   | 01着 | R1:09.0（38.4）     | -1.1 | 0黒澤愛斗   | 54        | （スウィートシーズン） | 458         |
| 0000.06.08 | 門別   | ウィナーズCh      | OP     | ダ1200m（稍） | 8     | 3     | 3     | 022.50（6人）   | 05着 | R1:15.9（40.2）     | -1.8 | 0松井伸也   | 54        | ストリーム             | 462         |
| 0000.07.13 | 門別   | リリーC           | H3     | ダ1000m（稍） | 10    | 5     | 5     | 015.90（6人）   | 05着 | R1:02.3（36.9）     | -1.4 | 0黒澤愛斗   | 54        | シシャモフレンド       | 462         |
| 0000.08.20 | 札幌   | クローバー賞      | OP     | 芝1500m（稍） | 9     | 1     | 1     | 050.50（6人）   | 06着 | R1:33.8（38.0）     | -1.0 | 0戸崎圭太   | 55        | コスモディナー         | 448         |
| 0000.09.06 | 門別   | フローラルC       | H3     | ダ1600m（重） | 10    | 2     | 2     | 011.30（4人）   | 07着 | R1:48.3（45.0）     | -1.5 | 0黒澤愛斗   | 54        | アメリアハート         | 458         |
| 0000.10.11 | 門別   | ブロッサムC       | H2     | ダ1700m（稍） | 11    | 5     | 5     | 020.40（6人）   | 02着 | R1:51.5（39.9）     | -0.0 | 0黒澤愛斗   | 54        | ヴィヴィアンエイト     | 460         |
| 0000.11.01 | 門別   | エーデルワイス賞  | JpnIII | ダ1200m（重） | 14    | 7     | 12    | 044.5（10人）   | 01着 | R1:13.1（36.8）     | -0.1 | 0黒澤愛斗   | 54        | （スティールマジック） | 464         |
| 0000.12.31 | 大井   | 東京2歳優駿牝馬   | SI     | ダ1600m（良） | 15    | 8     | 15    | 007.70（4人）   | 08着 | R1:47.1（42.0）     | -2.5 | 0笹川翼     | 54        | ローリエフレイバー     | 453         |
| 2024.04.29 | 園田   | 兵庫CS            | JpnII  | ダ1400m（良） | 11    | 8     | 11    | 057.20（6人）   | 03着 | R1:29.3（38.7）     | -0.9 | 0M.デムーロ | 55        | エートラックス         | 460         |
| 0000.05.25 | 京都   | 鳳雛S             | L      | ダ1800m（良） | 11    | 8     | 11    | 044.40（9人）   | 09着 | R1:55.2（41.0）     | -4.1 | 0岩田康誠   | 55        | カシマエスパーダ       | 462         |
| 0000.08.10 | 札幌   | 大雪H             | 3勝    | ダ1700m（良） | 14    | 8     | 14    | 060.80（9人）   | 03着 | R1:45.8（39.3）     | -0.5 | 0池添謙一   | 52        | カンピオーネ           | 466         |
| 0000.10.20 | 京都   | 桂川S             | 3勝    | ダ1400m（稍） | 12    | 4     | 5     | 018.20（6人）   | 04着 | R1:25.1（36.5）     | -0.7 | 0M.デムーロ | 54        | テイエムリステット     | 466         |
| 0000.11.17 | 京都   | グランアレグリアC | 3勝    | ダ1400m（良） | 15    | 7     | 13    | 013.90（5人）   | 02着 | R1:23.6（36.7）     | -0.1 | 0松山弘平   | 55        | インビンシブルパパ     | 464         |
| 0000.12.15 | 京都   | サリオスC         | 3勝    | ダ1400m（良） | 16    | 2     | 4     | 004.30（2人）   | 02着 | R1:25.9（37.6）     | -0.3 | 0松山弘平   | 55        | ナスティウェザー       | 468         |
| 2025.01.18 | 中京   | 遠江S             | 3勝    | ダ1400m（良） | 16    | 3     | 5     | 007.70（3人）   | 01着 | R1:23.3（35.4）     | -0.0 | 0松山弘平   | 55        | （コンクイスタ）       | 466         |
| 0000.02.16 | 東京   | バレンタインS     | OP     | ダ1400m（良） | 16    | 7     | 13    | 017.60（6人）   | 04着 | R1:24.1（36.2）     | -0.2 | 0松岡正海   | 56        | ロードエクレール       | 466         |
| 0000.03.15 | 阪神   | コーラルS         | L      | ダ1400m（良） | 11    | 1     | 1     | 007.10（5人）   | 07着 | R1:24.7（36.3）     | -0.5 | 0松山弘平   | 55        | アドバンスファラオ     | 466         |
| 0000.04.27 | 東京   | オアシスS         | L      | ダ1600m（稍） | 12    | 8     | 11    | 012.70（7人）   | 05着 | R1:35.9（36.6）     | -0.4 | 0酒井学     | 53        | バトルクライ           | 464         |
| 0000.06.21 | 阪神   | 天保山S           | OP     | ダ1400m（良） | 16    | 5     | 10    | 013.20（5人）   | 03着 | R1:23.7（37.6）     | -0.1 | 0高杉吏麒   | 55        | コンクイスタ           | 468         |
| 0000.07.13 | 小倉   | 阿蘇S             | OP     | ダ1700m（良） | 16    | 5     | 9     | 006.70（3人）   | 04着 | R1:45.6（38.2）     | -0.4 | 0高杉吏麒   | 55        | ローズスター           | 468         |

- 競走成績は2025年7月13日現在

## 血統表
| モズミギカタアガリの血統    | モズミギカタアガリの血統             | モズミギカタアガリの血統       | （血統表の出典）               | （血統表の出典）  |
| 父系                        | テスコボーイ系                       | テスコボーイ系                 | テスコボーイ系                 |                   |
| 父 グランプリボス 2008 鹿毛 | 父の父サクラバクシンオー 1989 鹿毛   | サクラユタカオー               | *テスコボーイ                  | *テスコボーイ     |
| 父 グランプリボス 2008 鹿毛 | 父の父サクラバクシンオー 1989 鹿毛   | サクラユタカオー               | *アンジェリカ                  |                   |
| 父 グランプリボス 2008 鹿毛 | 父の父サクラバクシンオー 1989 鹿毛   | サクラハゴロモ                 | *ノーザンテースト              | *ノーザンテースト |
| 父 グランプリボス 2008 鹿毛 | 父の父サクラバクシンオー 1989 鹿毛   | サクラハゴロモ                 | *クリアアンバー                |                   |
| 父 グランプリボス 2008 鹿毛 | 父の母ロージーミスト 1997 黒鹿毛     | *サンデーサイレンス            | Halo                           | Halo              |
| 父 グランプリボス 2008 鹿毛 | 父の母ロージーミスト 1997 黒鹿毛     | *サンデーサイレンス            | Wishing Well                   |                   |
| 父 グランプリボス 2008 鹿毛 | 父の母ロージーミスト 1997 黒鹿毛     | *ビューティフルベーシック      | Secretariat                    | Secretariat       |
| 父 グランプリボス 2008 鹿毛 | 父の母ロージーミスト 1997 黒鹿毛     | *ビューティフルベーシック      | Nervous Pillow                 |                   |
| 母 モズソフィ 2011 黒鹿毛   | 母の父マンハッタンカフェ 1998 青鹿毛 | *サンデーサイレンス            | Halo                           | Halo              |
| 母 モズソフィ 2011 黒鹿毛   | 母の父マンハッタンカフェ 1998 青鹿毛 | *サンデーサイレンス            | Wishing Well                   |                   |
| 母 モズソフィ 2011 黒鹿毛   | 母の父マンハッタンカフェ 1998 青鹿毛 | *サトルチェンジ                | Law Society                    | Law Society       |
| 母 モズソフィ 2011 黒鹿毛   | 母の父マンハッタンカフェ 1998 青鹿毛 | *サトルチェンジ                | Santa Luciana                  |                   |
| 母 モズソフィ 2011 黒鹿毛   | 母の母ペルファヴォーレ 1997 栃栗毛   | *アフリート                    | Mr. Prospector                 | Mr. Prospector    |
| 母 モズソフィ 2011 黒鹿毛   | 母の母ペルファヴォーレ 1997 栃栗毛   | *アフリート                    | Polite Lady                    |                   |
| 母 モズソフィ 2011 黒鹿毛   | 母の母ペルファヴォーレ 1997 栃栗毛   | コンアモール                   | *アサティス                    | *アサティス       |
| 母 モズソフィ 2011 黒鹿毛   | 母の母ペルファヴォーレ 1997 栃栗毛   | コンアモール                   | ブロケード                     |                   |
| 母系(F-No.)                 | アストニシメント(GB)系(FN:7-c)       | アストニシメント(GB)系(FN:7-c) | アストニシメント(GB)系(FN:7-c) |                   |
| 5代内の近親交配             | サンデーサイレンス 3×3=25.00%        | サンデーサイレンス 3×3=25.00%  | サンデーサイレンス 3×3=25.00%  |                   |
| 出典                        | 1.                                   | 1.                             | 1.                             | 1.                |

- 4代母ブロケードは1981年の桜花賞馬、8代母神藤は三冠馬クリフジの全姉。さらに牝系を遡ると、小岩井農場の基礎輸入牝馬の一頭であるアストニシメントにたどり着く。
- 叔母に2006年アイビスサマーダッシュを制したサチノスイーティー。